# Butterfly (ON/OFFの曲)
「Butterfly」（バタフライ）は、2010年6月9日にデフスターレコーズより発売されたON/OFFの5作品目のシングル。

## 概要
テレビアニメ『デュラララ!!』の第2期エンディングテーマ（第14話〜第26話）。通常盤と初回特別盤と期間生産限定盤の3種類の仕様で販売された。

## 収録曲
1. Butterfly 
作詞・作曲：伊橋成哉
2. CONNECTION 
作詞：Marylin/作曲：笹本安詞
3. Butterfly  （Instrumental）

期間生産限定盤のみ「Butterfly（TV Size Ver.）」が収録されている。